# Saint-Pierre-du-Jonquet
Saint-Pierre-du-Jonquet é uma comuna francesa na região administrativa da Normandia, no departamento Calvados. Estende-se por uma área de 8,11 km². Em 2010 a comuna tinha 251 habitantes (densidade: 30,9 hab./km²).